# Hanover (Virginia)

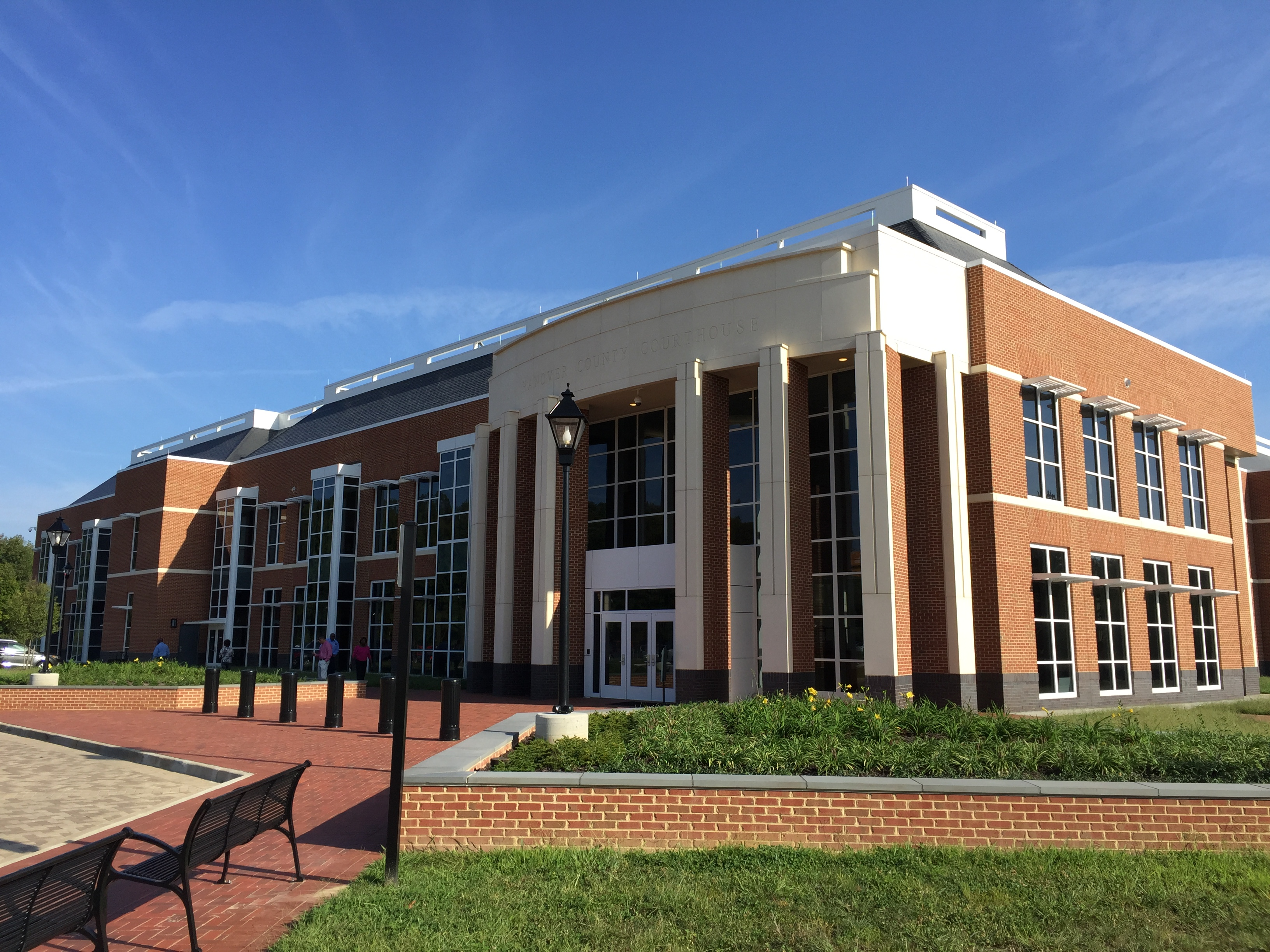
Nuevo edificio de la Corte de Justicia de Hanover

Hanover es un lugar designado por el censo (en inglés, census-designated place, CDP) situado en el condado de Hanover, Virginia (Estados Unidos). Según el censo de 2020, tiene una población de 235 habitantes.
Es la sede del condado. 

## Patrimonio cultural
El antiguo edificio de la Corte de Justicia del Condado de Hanover ha sido declarado Monumento Histórico Nacional. Está ubicado en el centro histórico de la localidad.
La Iglesia Episcopal de San Pablo fue inscripta en el Registro Nacional de Lugares Históricos en 1994.

## Demografía
Según el censo de 2020, el 87,7% de los habitantes son blancos; el 8,1% son afroamericanos; el 0,4% es amerindio; el 0,4% es de otra raza, y el 3,4% son de una mezcla de razas. El 1,3% del total de la población son hispanos o latinos de cualquier raza.